# Championnats d'Afrique de lutte 2013
Navigation
Marrakech 2012 Tunis 2014
Les Championnats d'Afrique de lutte 2013 se déroulent du 30 avril au 5 mai 2013 à N'Djaména, au Tchad. La Tunisie domine la compétition avec treize médailles dont onze en or.

## Podiums

### Hommes

#### Lutte libre
| Catégories | Or                      | Argent                | Bronze                 |
| ---------- | ----------------------- | --------------------- | ---------------------- |
| 55 kg      | Mohamed Ibrahim Mohamed | Bienvenu Andriamalala | Marco Coetzee          |
| 55 kg      | Mohamed Ibrahim Mohamed | Bienvenu Andriamalala | Mohamed Nazih          |
| 60 kg      | Jean Bernard Diatta     | Radouan Oulad Bentlea | Moudeina Tchoupsla     |
| 60 kg      | Jean Bernard Diatta     | Radouan Oulad Bentlea | Mahmud Abd El Wahab    |
| 66 kg      | Khalil Ayad Ibrahim     | Quintino Intipe       | Rabah Siramdane        |
| 66 kg      | Khalil Ayad Ibrahim     | Quintino Intipe       | Haithem Ben Alayech    |
| 74 kg      | Zied Ait Ouagram        | Hamza Moussaoui       | Romeo Djoumessi        |
| 74 kg      | Zied Ait Ouagram        | Hamza Moussaoui       | Mohamed Karbouchi      |
| 84 kg      | Adnan Rahimi            | Ahmad Ismail Mohamed  | Eric Obougou           |
| 84 kg      | Adnan Rahimi            | Ahmad Ismail Mohamed  | Mohamed Riad Louafi    |
| 96 kg      | Rochdi Rahimi           | Reda Hanini           | Elvis Nfoukeu          |
| 96 kg      | Rochdi Rahimi           | Reda Hanini           | Sinivie Boltic         |
| 120 kg     | Slim Trabelsi           | Nour Nour Ahmed       | Claude Kouamen Mbianga |

#### Lutte gréco-romaine
| Catégories | Or               | Argent                 | Bronze            |
| ---------- | ---------------- | ---------------------- | ----------------- |
| 55 kg      | Rabie Taha       | Mohamed Bouterfassa    | Fouad Fajari      |
| 60 kg      | Sayed Abdelmonem | Motaz Dsediat          | Othmane Badry     |
| 66 kg      | Jihad Khalifi    | Akram Boudjemline      | Ahmed Samorah     |
| 66 kg      | Jihad Khalifi    | Akram Boudjemline      | Issa Djackna      |
| 74 kg      | Zied Ait Ouagram | Belkazem Anis Benabidi | Aziz Boualem      |
| 84 kg      | Haykel Achouri   | Hicham Louafi          | Mohamed Ahmed     |
| 96 kg      | Farahat Mostafa  | Reda Hinani            | Basile Dieudonnie |
| 120 kg     | Radhouane Chebbi | Maurice Abatam         | Zakaria Echiheb   |

### Femmes

#### Lutte féminine
| Catégories | Or                 | Argent             | Bronze              |
| ---------- | ------------------ | ------------------ | ------------------- |
| 48 kg      | Maroi Mezien       | Rebecca Muambo     | Nahamie Sambou      |
| 51 kg      | Isabelle Sambou    | Odunayo Adekuoroye | Hedia Trabelsi      |
| 55 kg      | Marwa Amri         | Joseph Essombe     | Parfaite Mambou     |
| 59 kg      | Hela Riabi         | Norma Gordon       | Safietou Goudiaby   |
| 63 kg      | Blessing Oborududu | Zumicke Geringer   | Badi Bravour        |
| 67 kg      | Enas Mostafa       | Anta Sambou        | Ifeoma Iheanacho    |
| 72 kg      | Angele Tomo        | Nadia Antar        | Siere Fina Diedhiou |

## Tableau des médailles
| Rang  | Nation              | Or | Argent | Bronze | Total |
| ----- | ------------------- | -- | ------ | ------ | ----- |
| 1     | Tunisie             | 11 | 0      | 2      | 13    |
| 2     | Égypte              | 6  | 3      | 2      | 11    |
| 3     | Sénégal             | 2  | 1      | 3      | 6     |
| 4     | Cameroun            | 1  | 2      | 4      | 7     |
| 5     | Nigeria             | 1  | 1      | 2      | 4     |
| 6     | Algérie             | 0  | 6      | 2      | 8     |
| 7     | Maroc               | 0  | 3      | 7      | 10    |
| 8     | Afrique du Sud      | 0  | 2      | 1      | 3     |
| 9     | Tchad               | 0  | 1      | 4      | 5     |
| 10    | Guinée-Bissau       | 0  | 1      | 0      | 1     |
| 10    | Madagascar          | 0  | 1      | 0      | 1     |
| 12    | République du Congo | 0  | 0      | 1      | 1     |
| Total | Total               | 21 | 21     | 28     | 70    |